# 라코닉
라코닉(laconic phrase) 또는 라코니즘(laconism)은 고대 그리스 스파르타 인근의 폴리스 라코니아의 지명에서 유래한 축약어법이다.

## 라코니즘의 예
- 페르시아 군대가 "우리의 화살이 하늘을 뒤덮을 것"이라고 협박하자, 스파르타의 용사들은 대답: "그럼 시원한 그늘 아래서 싸울 수 있겠군".[1]

## 같이 보기
- 명언
- 아티키주의